# Jaguaribe (kommun)
Jaguaribe är en kommun i Brasilien.   Den ligger i delstaten Ceará, i den östra delen av landet, 1 500 km nordost om huvudstaden Brasília. Antalet invånare är 34 416.
Följande samhällen finns i Jaguaribe:
- Jaguaribe

Omgivningarna runt Jaguaribe är huvudsakligen savann. Runt Jaguaribe är det glesbefolkat, med 9 invånare per kvadratkilometer.